# یورولاینز
یورولاینز (انگلیسی: Eurolines) شرکت ترابری بلژیکی است، که در سال ۱۹۸۵ تأسیس شد.